# Prevlaka (wieś w Chorwacji)
Prevlaka – wieś w Chorwacji, w żupanii zagrzebskiej, w gminie Rugvica. W 2011 roku liczyła 98 mieszkańców.